# Per-Erik Hedlund
Per-Erik Hedlund (n. 18 aprilie 1897, Särna⁠(d), Comitatul Dalarna, Suedia – d. 12 februarie 1975, Särna⁠(d), Comitatul Dalarna, Suedia) a fost un schior de fond suedez, medaliat olimpic. A participat la 2 ediții ale Jocurilor Olimpice (1924, 1928) în care a câștigat o medalie de aur.